# Ukrainska
Ukrainska (украї́нська мо́ва, ukrajínska móva, [ukraˈjinsʲka ˈmɔva]) är ett östslaviskt språk. Det talas av ungefär 45 miljoner människor, främst i Ukraina men även i grannländerna och av emigranter i Nord- och Sydamerika, varav drygt 30 miljoner 2007 hade ukrainska som modersmål. Ukrainska är världens 44:e mest talade språk. Skriftspråket är en variant av det kyrilliska alfabetet, med några tecken som skiljer sig från exempelvis ryska.
Ukrainskans närmaste släktspråk är bland annat belarusiska och rusinska.

## Användning
Uppgifterna om antalet ukrainsktalande varierar från drygt 31 miljoner till 45 miljoner. Den lägre siffran anger antalet som har ukrainska som modersmål (2007), den högre inkluderar tvåspråkiga personer i Ukraina och andra länder. Talarna finns främst i Ukraina, men även i områden som gränsar till Ukraina i Belarus, Ryssland och Polen. Större emigrantgrupper som fortfarande talar ukrainska återfinns även i Kanada, USA och Argentina.

Ukrainska språkets utbredning i början av 1900-talet. De vita gränserna är dagens nationsgränser. Sedan början av 1900-talet har ukrainskans ställning kraftigt försvagats i de östra och sydöstra delarna av kartan, till förmån för ryskan. Detta var också områden som drabbades hårt av hungersnöden i Sovjetunionen 1932–1933 och den sammanhängande Holodomor.

Procentandel som angav ukrainska som modersmål vid 2001 års folkräkning.

## Historia

### Bakgrund
Ukrainskan härstammar från den fornöstslaviska som talades i de södra delarna av Kievriket från 900- till 1300-talet. Språket har bevarat färre ord från fornkyrkoslaviskan än ryskan. Man har i stället haft mer influenser från polska och slovakiska.

### Framväxt
Redan under tidig medeltid fanns det olika dialekter runt omkring i Kievriket, men de motsvarade inte direkt de senare nationalspråken ukrainska, vitryska och ryska. Utvecklingen styrdes mer av språkliga processer inom de olika språken/områdena samt av den olika politiska och kulturella orienteringen.
Ukrainsk kultur är särskilt stark i de västra delarna av dagens Ukraina, och det området tillhörde Polen under flera hundra år, ända fram till slutet av 1800-talet och återigen mellan första och andra världskriget. I de centrala delarna av Karpaterna har de ukrainska och slovakiska språkområdena länge gränsat till varandra.

### Under rysk och sovjetisk tid
Under 1700- och 1800-talet var kosacker och – senare – de lokala nationalisterna mer intresserade av politiskt självbestämmande inom Kejsardömet Rysslands gränser. Frågan om ett eget språk kom därför i andra hand. Rusernas historia (1840) – det första stora ukrainska nationalistiska historiska verket – skrevs på ryska, och först nyligen har det utkommit i ukrainsk översättning. Karl XII:s lokale bundsförvant Ivan Mazepa (en av den ukrainska historieskrivningens folkhjältar) skrev på ett språk som var en blandning av ryska och ukrainska.
Först i mitten av 1800-talet skapades det ukrainska skriftspråket, inte minst utifrån Taras Sjevtjenkos poesi, som hämtade sin inspiration från folkvisor. Detta var en tid som såg många nationella projekt födas runt om i Europa, i Norge, Finland, Italien och annorstädes.
Tsarregimen såg inte blitt på utvecklingen av ukrainska till ett (potentiellt) nationalspråk och förbjöd språket vid två tillfällen, bland annat 1876. Ukrainskan erkändes som självständigt språk först i början av 1900-talet. Under 1920-talet blev ukrainskan nominellt officiellt språk i Ukrainska SSR, som ett led i Lenins distansering från Tsarrysslands politik. Under Stalins styre kastades politiken om, då ryskan skulle bli unionens folkspråk och de lokala kultureliterna som byggts upp under 1920-talet bekämpades.
Den "ryskvänliga" politiken fortsatte med ett tillfälligt stopp under Chrusjtjovs töväder och även under Brezjnev. Ryska tidningar och böcker sattes före dem på andra språk, de bästa skolorna undervisade på ryska och goda kunskaper i ryska gynnades av olika folkomflyttningar runt i unionen (bland annat för att söka arbete).
Under sin historia har ukrainska också kallats för lillryska. I dagens läge anses denna benämning vara kränkande..

### Dagens situation
Sedan en grundlagsändring 1996 har ukrainska som enda språk status som officiellt språk i Ukraina, medan landets övriga språk har status som minoritetsspråk. Lagar har på senare år tillkommit om att utländska filmer måste textas och dubbas till ukrainska. 2012 införde parlamentet en språklag som möjliggjorde andra språk än ukrainska som officiella språk på regional nivå, och detta har inneburit att ryska sedan dess (åter)införts som lokalt administrationsspråk i ett antal städer och regioner i östra och södra Ukraina.
Trots att ukrainska är modersmål för större delen av befolkningen, är dess ställning inom litteratur och massmedier märkbart svagare. Drygt 80 procent av (den grundläggande) utbildningen utförs på ukrainska, samtidigt som ryskan i början av 2010-talet hade en lika stor övervikt vad gäller sålda böcker i landet. Drygt hälften av TV-programmen sänds (uppgift rapporterad 2012) på ryska, och de allra flesta av de större dagstidningarna trycks fortfarande på ryska. Endast i den västligaste delen av landet dominerar ukrainskspråkig press utgivningen, bland annat tack vare Ekspres (baserad i Lviv men försåld i hela landet) och dess upplaga på drygt en halv miljon exemplar.
Enligt officiella folkräkningar har 67 procent av Ukrainas befolkning ukrainska som modersmål, medan 24 procent har ryska. Stora grupper av befolkningen är dock tvåspråkig, och i dagligt tal använder bortåt 40 procent av befolkningen ryska som förstaspråk. Ryskan har sedan 1800-talets industrialisering (då många flyttade till industriområden och städer i Ukraina, från andra delar av Kejsardömet Ryssland) en stark ställning i östra Ukraina och längs med Svartahavskusten. Först 1954 överfördes Krim från Ryska SFSR till Ukrainska SSR och annekterades i mars 2014 av i Ryska federationen. På Krim är ryska det mest använda språket.

## Dialekter

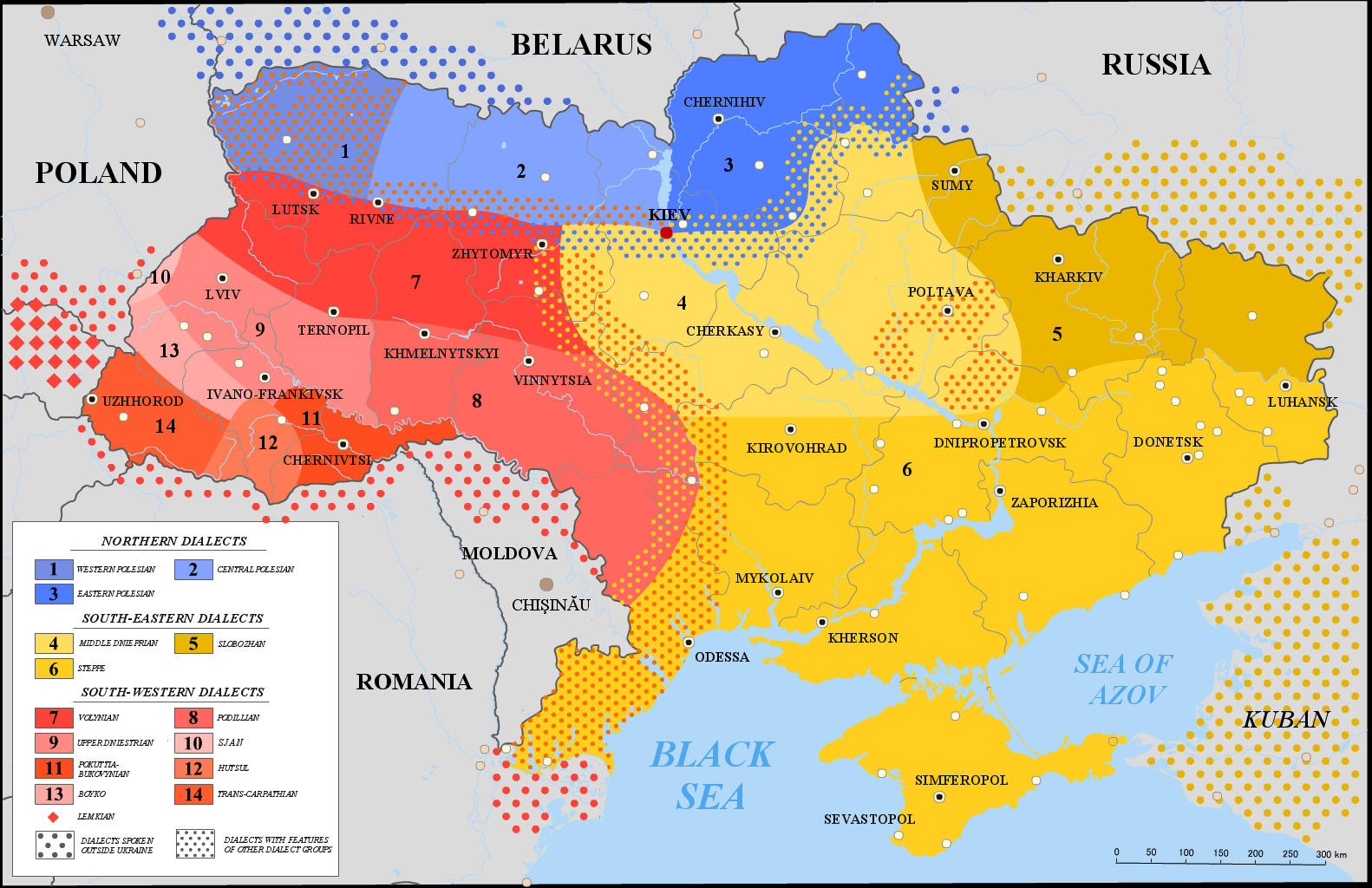
Karta över ukrainska dialekter från 2005 med nordliga (blått), sydvästliga (rött) och sydöstliga dialekter (gult).

Det ukrainska språkets dialekter brukar delas in i tre grupper, som visas på kartan: den sydvästra gruppen, den sydöstra gruppen och den norra gruppen.

## Fonologi
Ukrainskan har sex vokaler: [a], [e], [i], [ɪ], [o], [u]. Dessutom finns två halvvokaler: [j], [ʋ].
Flera konsonanter finns i tre konsonantformer: hård (labialiserad), mjuk (palataliserad, muljerad) och lång (för /l/ är detta [l], [lʲ] respektive [lː] i IPA).
I motsats till ryskan reduceras inte obetonat /o/ till [ɐ]. I slutna stavelser har det fornöstslaviska /o/ ofta utvecklats till ukrainskt /i/ (såsom под pod → під pid, "under"; o:et kan dock återkomma i flerstaviga böjningar såsom rik (рік, nominativ) → rotsi (році, lokativ), "år"). Fornöstslaviskans /g/ (som fortfarande är /g/ i ryskan) har i ukrainskan utvecklats till /ɦ/ eller /ɣ/, beroende på dialekt.
V (в) förlorar vanligtvis sin frikation när den inte följs av vokal. Den uttalas då som approximanten /w/.
Ljudet /g/ (ґ) är ganska sällsynt på ukrainska. Det finns bara i fem eller sex ord. Där återfinns дзиґа (/dzɪga/, "snurran") och likartade ord med olika betydelser – till exempel ґрати (/gratɪ/ — "galler") och грати (/hratɪ/, "spela"). Men det finns även lånord – som газ (/haz/, "gas") – som uttalas med /h/.
Det är väldigt viktigt att skilja /i/ (і) från /ɪ/ (и). Bland annat skiljer man på кіт (/kit/, "katt") och кит (/kɪt/, "valfisk").
Stavelsen нк (nk) uttalas aldrig som på svenska. Exempelvis uttalas банк (bank) som /bank/, inte /baŋk/.
Ukrainskan har (till skillnad från ryskan) ingen avtoning av finala konsonanter. De tonande konsonanterna uttalas tonande även i slutet av ord.

## Morfologi
Substantiv böjs i sju kasus (nominativ, genitiv, dativ, ackusativ, instrumentalis, lokativ och vokativ), i två numerus (singular och plural) och i  genus (maskulinum, femininum och neutrum). Adjektiv, pronomen och de två första räkneorden har särskilda genusformer.

## Alfabetet
| Versal | Gemen | Translitt. | Transkrib. | Namn                       | Uttal                          | Noter                                                                            |
| ------ | ----- | ---------- | ---------- | -------------------------- | ------------------------------ | -------------------------------------------------------------------------------- |
| А      | а     | a          | a          | а /a/                      | [a]                            |                                                                                  |
| Б      | б     | b          | b          | бе /bɛ/                    | [b]                            |                                                                                  |
| В      | в     | v          | v          | ве /ʋɛ/                    | [ʋ], [β], [w]                  | Se under fonologi ovan.                                                          |
| Г      | г     | h          | h          | ге /ɦɛ/                    | [ɦ]                            |                                                                                  |
| Ґ      | ґ     | g          | g          | ґе /gɛ/                    | [g]                            | Ge (ґ) användes inte i det officiella sovjetiska ukrainska alfabetet efter 1933. |
| Д      | д     | d          | d          | де /dɛ/                    | [d], [dʲ]                      |                                                                                  |
| Е      | е     | e          | e          | е /ɛ/                      | [ɛ]                            |                                                                                  |
| Є      | є     | je         | je         | є /jɛ/                     | [jɛ]                           |                                                                                  |
| Ж      | ж     | ž          | zj         | же /ʒɛ/                    | [ʒ]                            |                                                                                  |
| З      | з     | z          | z          | зе /zɛ/                    | [z], [zʲ]                      |                                                                                  |
| И      | и     | y          | y          | и /ɪ/                      | [ɪ]                            |                                                                                  |
| Й      | й     | j          | j          | йот /jɔt/, й /ɪj/          | [j]                            |                                                                                  |
| І      | і     | i          | i          | і /i/                      | [i]                            |                                                                                  |
| Ї      | ї     | ji         | ji         | ї /ji/                     | [ji]                           |                                                                                  |
| К      | к     | k          | k          | ка /ka/                    | [k]                            |                                                                                  |
| Л      | л     | l          | l          | ел /ɛl/                    | [l], [lʲ]                      |                                                                                  |
| М      | м     | m          | m          | ем /ɛm/                    | [m]                            |                                                                                  |
| Н      | н     | n          | n          | ен /ɛn/                    | [n], [nʲ]                      |                                                                                  |
| О      | о     | o          | o          | о /ɔ/                      | [ɔ]                            |                                                                                  |
| П      | п     | p          | p          | пе /pɛ/                    | [p]                            |                                                                                  |
| Р      | р     | r          | r          | ер /ɛr/                    | [r], [rʲ]                      |                                                                                  |
| С      | с     | s          | s          | ес /ɛs/                    | [s], [sʲ]                      |                                                                                  |
| Т      | т     | t          | t          | те /tɛ/                    | [t], [tʲ]                      |                                                                                  |
| У      | у     | u          | u          | у /u/                      | [u]                            |                                                                                  |
| Ф      | ф     | f          | f          | еф /ɛf/                    | [f]                            |                                                                                  |
| Х      | х     | ch         | ch         | ха /xa/                    | [x]                            |                                                                                  |
| Ц      | ц     | c          | ts         | це /ʦɛ/                    | [ʦ], [ʦʲ]                      |                                                                                  |
| Ч      | ч     | č          | tj         | че /ʧɛ/                    | [ʧ]                            |                                                                                  |
| Ш      | ш     | š          | sj         | ша /ʃa/                    | [ʃ]                            |                                                                                  |
| Щ      | щ     | šč         | sjtj       | ща /ʃʧa/                   | [ʃʧ]                           |                                                                                  |
| Ь      | ь     | ´          |            | м’який знак /mjaˈkɪj znak/ | [ʲ]                            | ”mjukhetstecken”; se nedan                                                       |
| Ю      | ю     | ju         | ю /ju/     | [ʲu], [ju]                 | Transkriberas iu efter t, s, z |                                                                                  |
| Я      | я     | ja         | я /ja/     | [ʲa], [ja]                 | Transkriberas ia efter t, s, z |                                                                                  |
| ’      |       | ’          |            | апостроф /aˈpɔstrɔf/       | [j]                            | ”apostrof”; se nedan                                                             |

Mjukhetstecknet (muljeringstecknet) – ь – är ingen egentlig bokstav utan en ortografisk symbol som modifierar föregående bokstav. Den indikerar, då en konsonant inte följs av en muljerande vokal, att den föregående konsonanten är muljerad (eller palataliserad). Apostrofen, som motsvarar det ryska hårdhetstecknet, ъ, indikerar att konsonanten framför en muljerande vokal inte uttalas muljerat, vilket den annars skulle. Varken muljeringstecknet eller apostrofen återges i svensk standardtranskribering, men mjukhetstecknet bör i translitterering återges med akut accent för att inte blandas ihop med apostrofen.

### Bokstavsformer och typografi

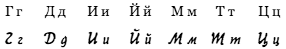
Jämförelse mellan några raka och kursiva bokstäver: He, De, Y, Jot, Em, Te, and Tse. Övre raden är i typsnittet Georgia, under raden i Kisty CY.

Som i andra kyrilliska alfabet är många bokstäver i skrivstils- eller kursiva varianter ganska annorlunda jämfört textade, raka versioner. Detta gäller särskilt bokstäverna г, д, и, й och т.
Typografiskt sett liknar gemena bokstäver kapitäl-versioner av versaler. En del typsnitt kan dock finnas med separata kapitäler och gemener.
På ukrainska heter de olika orden sjryft (шрифт, 'typsnitt'), prjamyj (прямий, 'rak') och kursyvnyj (курсивний, 'kursiv stil'). Kursiv har också senare benämnts pys’mivka (письмівка).

## Lexikon
Skillnaden mellan ukrainska och ryska sägs idag vara som mellan svenska och svårbegripliga danska dialekter. 60 procent av ukrainskans lexikon är likadan med ryskans. Mest lexikala likheter finns mellan ukrainska och polska (70 %), slovakiska (66 %) och belarusiska (80 %).
Räkneord 1-10 på ukrainska:
| 1      | 2     | 3     | 4        | 5       | 6       | 7     | 8       | 9          | 10        |
| ------ | ----- | ----- | -------- | ------- | ------- | ----- | ------- | ---------- | --------- |
| один   | два   | три   | чотири   | п’ять   | шість   | сім   | вісім   | дев’ять    | десять    |
| /odyn/ | /dva/ | /try/ | /čotyry/ | /p'jat/ | /šist´/ | /sim/ | /visim/ | /dev'jat´/ | /desjat´/ |